# Onze-Lieve-Vrouw Onbevlekt Ontvangenkerk (Pey)
De Onze-Lieve-Vrouw Onbevlekt Ontvangenkerk is de parochiekerk van Pey in de Nederlandse provincie Limburg. De kerk is gelegen aan Kerkstraat 1. Rond de kerk ligt het kerkhof met hier de Mariakapel.
Het betreft een georiënteerde bakstenen neogotische kruisbasiliek met driezijdig gesloten koor, gebouwd omstreeks 1857 onder architectuur van Pierre Cuypers. In 1927-1928 werden, naar ontwerp van Jules Kayser, een reeks kapellen aangebouwd.
De westtoren telt drie geledingen en heeft vier hoektorentjes en een ingesnoerde naaldspits. Ook is er een vieringtorentje. De oorlogsschade, opgelopen in de laatste jaren van de Tweede Wereldoorlog, werd in 1947-1948 hersteld en in 1986 werd de oorspronkelijke torenspits herbouwd.
De kerk bezit een aantal houten beelden daterend van ca. 1500 tot ca. 1800. Daaronder bevond zich tot voor kort een Anna te Drieën van de bekende laatgotische beeldensnijder Jan van Steffeswert. Het beeld is gesigneerd met IAN, bevat zijn meesterteken en is gedateerd: 151[1?] (het laatste cijfer is slecht leesbaar). Het kostbare beeld is in 2005 in bruikleen afgestaan aan het Bisschoppelijk Museum, onderdeel van het Bonnefantenmuseum in Maastricht.
Het neogotisch hoofdaltaar, afkomstig van de Nieuwenhofkapel te Maastricht, werd in 1982 geplaatst. Joop Utens vervaardigde de zijaltaren en het Sint-Antoniusbeeld. De glas-in-loodramen zijn vervaardigd door Jacques Verheyen.